# A Life’s Worth
A Life’s Worth är en kommande svensk dramaserie i sex delar, med premiär planerad till 2025. Serien är baserad på Magnus Ernströms egenupplevda händelser som skildras i boken Ett halvt år, ett helt liv från 2016. Seriens manus har skrivits av Mona Masri och Oliver Dixon med Ahmed Abdullahi som regissör.

## Handling
Serien utspelar sig under Bosnienkriget på 1990-talet och kretsar kring fyra unga soldater som gör sin första utlandstjänst under FN-flagg. Deras officerare och bataljonschef Andréasson slits mellan viljan att ingripa och plikten att följa order.

## Rollista (i urval)
- Edvin Ryding - Strand
- Maxwell Cunningham - Forss
- Erik Enge - Kilpinen
- Toni Prince - Babic
- Johan Rheborg - Andreasson
- Ivana Roscic - Emina
- Björn Elgerd - Johansson
- Johannes Kuhnke - Erland Forss
- Sandra Stojiljkovic - Hedbom
- Theodora Dragićević - Alma Hadzovic
- Alena Dzebo - Nevena
- Lazar Dragojevic - Eldin
- Tind Soneby Wäneland - MP Lindgren